# Orzech (element kuszy)

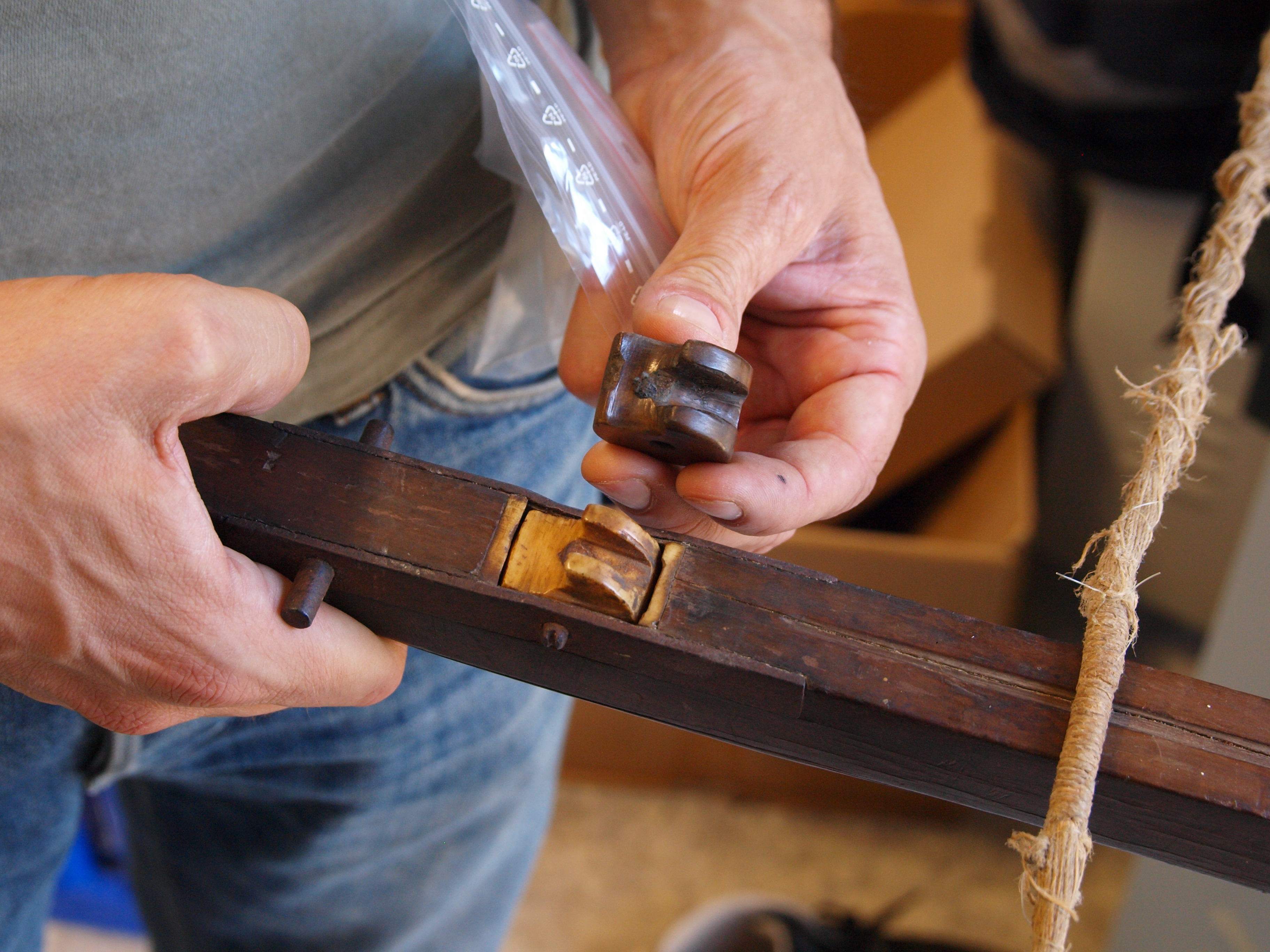
Orzech

Schemat orzecha

Orzech - element mechanizmu spustowego kuszy. Ma postać haka wyciętego w walcu, z zapadką po jego przeciwnej stronie. Orzechy wykonywane były z:
- drewna - tanie i stosunkowo łatwe do wykonania, lecz podatne na uszkodzenia,
- rogu - rzadziej spotykane,
- metalu - bardziej wytrzymałe, lecz trudniejsze do wykonania.

W zależności od siły naciągu kuszy stosowane były różne orzechy. 
Orzech osadzony jest na stałej osi, przechodzącej przez łoże kuszy. W jego dolnej części znajduje się wyżłobienie, w które wchodzi przedłużenie języka spustowego, uniemożliwiającego obrót orzecha. W górnej części znajdują się haki trzymające cięciwę.
W momencie naciśnięcia języka spustowego jego przedłużenie zostaje wysunięte z wyżłobienia orzecha, co umożliwia jego obrót pod wpływem naciągniętej cięciwy. Następuje obrót orzecha, powodujący uwolnienie cięciwy i wystrzelenie bełtu.
Przez środek orzecha biegnie wyżłobienie, pozwalające na utrzymanie kontaktu bełtu z cięciwą.